# Tumnin
Il Tumnin è un fiume dell'estremo oriente russo (Territorio di Chabarovsk), tributario del mare del Giappone.
Nasce e scorre (con direzione mediamente meridionale) nella parte settentrionale della catena montuosa dei Sichotė-Alin', in un territorio poco popolato e dal clima freddo che causa prolungati congelamenti delle acque (in media, da novembre a fine aprile o ai primi di maggio); sfocia nello stretto dei Tartari, nel mare del Giappone, poco lontano dalla città di Sovetskaja Gavan'. Il principale affluente è il Chutu, che confluisce dalla destra idrografica; altri tributari minori sono Kema, Larga-su-1, Aty, Unin, Čičimar, Muli, Akur.
Il fiume è navigabile nel suo basso corso; nella sua bassa valle passa l'importante linea ferroviaria che congiunge il porto di Sovetskaja Gavan' con la città di Komsomol'sk-na-Amure, nell'interno.